# Шпанско чудо
Шпанско чудо (шп. el milagro español ) се односи на период изузетно брзог развоја и раста у свим главним областима привредне активности у Шпанији, током другог дела франкистичког режима, 1959. до 1974. године, у којем је БДП у просеку имао стопу раста од 6,5 одсто годишње, и био је део много дужег периода натпросечне стопе раста БДП-а од 1951. до 2007.
Економски бум завршио се са међународном нафтном и стагфлационом кризом 1970-их која је пореметила индустрију, иако је неколико научника тврдило да су „обавезе акумулиране током година махнитог трагања за економским развојем“ заправо криве за спор економски раст током касних 1970-их.

## Покретање бума
Након веома спорог опоравка од разорних последица грађанског рата 1936-1939, „економско чудо“ је покренуто реформама које је промовисала група економских „технократа“ који су, уз подршку Франсиска Франка, увели нове политике. за економски развој Шпаније. „Технократе“, од којих су многи били чланови Опуса Деи, били су нова врста политичара која је заменила стару фалангистичку гарду.